# Dorothea von Brandenburg (1420–1491)

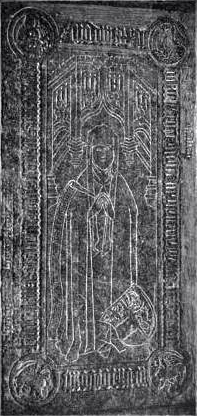
Grabstein Dorotheas in der Stadtkirche St. Jakob und St. Dionysius (Gadebusch)

Dorothea von Brandenburg (* 9. Februar 1420 in Berlin; † 19. Januar 1491 im Kloster Rehna) war eine Prinzessin von Brandenburg und durch Heirat Herzogin zu Mecklenburg.

## Leben
Dorothea war eine Tochter des Kurfürsten Friedrich I. von Brandenburg (1371–1440) aus dessen Ehe mit Elisabeth (1383–1442), Tochter des Herzogs Friedrich von Bayern-Landshut. Dorotheas Brüder waren die nacheinander regierenden Friedrich II. und Albrecht Achilles, Kurfürsten von Brandenburg.
Sie heiratete im Mai 1432 Herzog Heinrich IV. zu Mecklenburg (1417–1477). Als Mitgift erhielt Dorothea Dömitz und Gorlosen, welche schon ihre Schwester Margarete bei ihrer Heirat mit Albrecht V. von Mecklenburg 1423 erhalten hatte, der aber kurz nach der Vermählung verstorben war. Im Streit Brandenburgs mit Mecklenburg um das Erbe des Fürstentums Wenden, trugen die familiären Bindungen zwischen Herzog Heinrich und Kurfürst Friedrich zu einem Vergleich bei.
Nachdem Dorothea im Jahr 1477 Witwe geworden war, lebte sie seit 1485 als Nonne im Kloster Rehna. Sie wurde in der Stadtkirche St. Jakob und St. Dionysius in Gadebusch bestattet. Ihr Grabstein ist mit einer geritzten Zeichnung der Herzogin versehen, der sie in Nonnentracht überkrönt mit einem Baldachin darstellt.

## Nachkommen
Aus ihrer Ehe hatte Dorothea folgende Kinder:
- Albrecht VI. (1438–1483), Herzog zu Mecklenburg

⚭ 1466/68 Gräfin Katharina von Lindau-Ruppin († 1485)
- Johann VI. (1439–1474), Herzog zu Mecklenburg
- Magnus II. (1441–1503), Herzog zu Mecklenburg

⚭ 1478 Prinzessin Sophie von Pommern (1460–1504)
- Katharina (1442–1451/52)
- Anna (1447–1464)
- Elisabeth (1449–1506), Äbtissin von Ribnitz
- Balthasar (1451–1507), Herzog zu Mecklenburg, Koadjutor im Bistum Schwerin bis 1479